# Red Tail Project

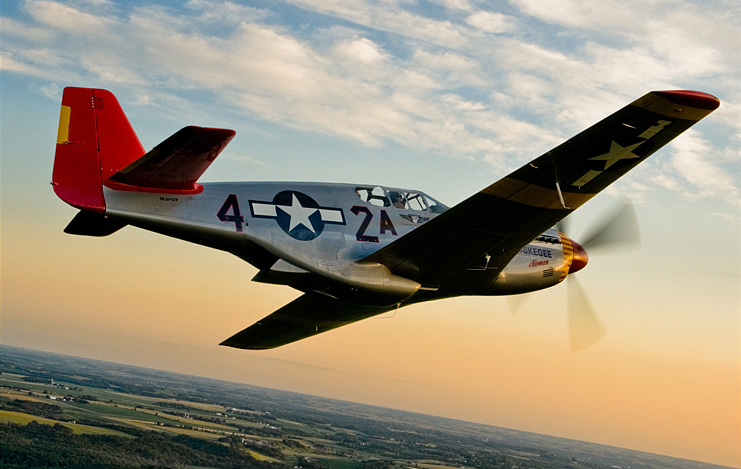
Le North American P-51 Mustang du Red Tail Project

Le Red Tail Project (« projet queue rouge ») est une organisation qui s'occupait de la restauration d'un North American P-51 Mustang. Donald Hinz, ancien pilote commercial, se consacre à la réalisation de ce projet.
L'organisation se concentre désormais sur l'exposition de l'avion afin de rendre hommage aux Tuskegee Airmen, qui tous étaient des aviateurs Afro-Américains lors de la Seconde Guerre mondiale. Le 332d Fighter Group (en), composée des escadrons de chasse 99th, 100th, 301st et 302nd, étaient connus comme les « queues rouges » à cause de la peinture rouge distinctive de leurs avions.
Collecte de fonds pour les diverses étapes du projet de restauration est en cours depuis les années 1990. Les efforts du projet ont été racontées dans deux films documentaires : Red Tail Reborn (en) et Flight of the Red Tail (en).